# 11041 Fechner
A 11041 Fechner (ideiglenes jelöléssel 1989 SH2) a Naprendszer kisbolygóövében található aszteroida. Eric Walter Elst fedezte fel 1989. szeptember 26-án.
Nevét Gustav Fechner (1801 – 1887) német fizikus után kapta.